# Jósika Sámuel (politikus)

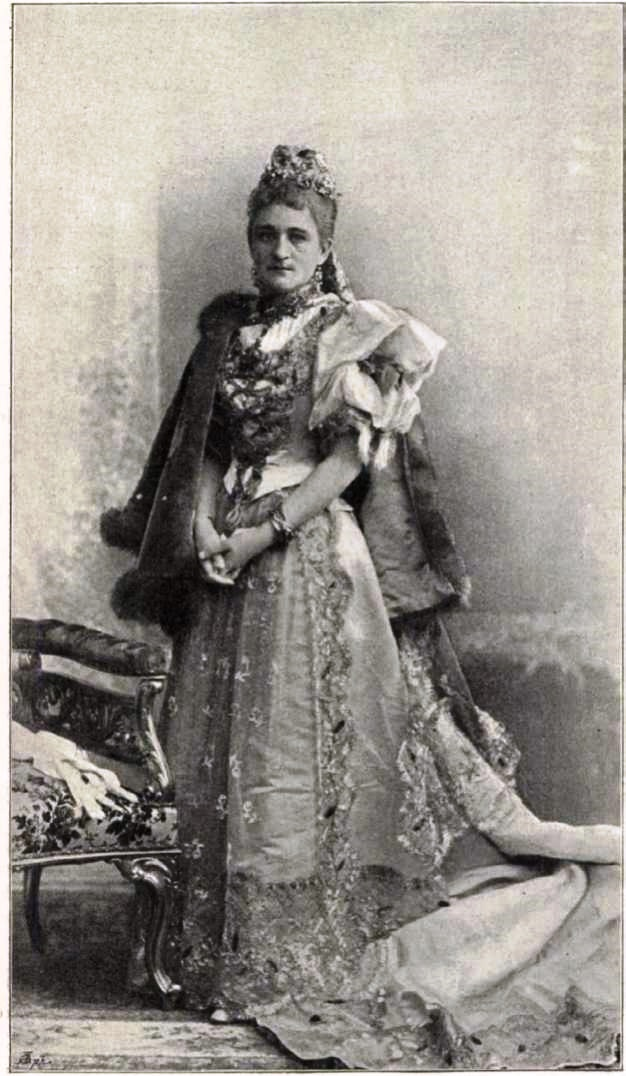
Jósika Sámuelné, Jósika Irén

Branyicskai báró Jósika Sámuel (Salzburg, 1848. augusztus 23. – Kolozsvár, 1923. június 4.) főispán, főrendiházi elnök, országgyűlési képviselő, a király személye körüli miniszter, belső titkos tanácsos.

## Életútja
Báró Jósika Lajos főispán és Bethlen Adél grófnő fia. Elemi iskoláit Nagyszebenben, majd Párizsban és Stonyhurstban  (Anglia) végezte; a jogtudományi tanulmányokat Pozsonyban (1867–68) és Kolozsvárt folytatott. Tanulmányainak végeztével birtokain gazdálkodott, de e mellett bekapcsolódott  a megyei közéletbe. 1870-ben Hunyad vármegye, 1872-ben Kolozs vármegye tiszteletbeli főjegyzője lett; de ez utóbbi állásában csak pár hónapig működött. A következő két évtizedben az erdélyrészi politikai, gazdasági s egyházi élet mozgalmaiban élénk részt vett. 
1879-ben az Erdélyi Gazdasági Egyesület másod-elnökének választotta. 1885. július 27-én Kolozs vármegye s Kolozsvár főispánjává nevezték ki; majd még ugyanezen  év szeptemberében az erdélyrészi katolikus státus igazgatótanácsának alelnöke, 1887-ben császári és királyi kamarás. Munkásságát 1888-ban a Lipót-rend lovagja kitüntetéssel jutalmazták. 
1888 márciusában főispáni állásáról lemondott és a kolozsi választókerület szabadelvű programmal képviselőnek választotta. A képviselőházban a közigazgatási bizottság tagja lett. 1893. január 12-én belügyminiszteri másodállamtitkár lett, mely állásáról 1894 májusában lemondott, hogy a főrendiházban az egyházpolitikai reformjavaslatokat megszavazhassa, köztük a kormányjavaslatban foglalt kötelező polgári házasságot. E független szabadelvű szavazata miatt heves támadások érték az egyház részéről, ennek ellenére az uralkodóház továbbra is bizalommal volt iránta, Bánffy Dezső minisztériumában 1895. január 19-től a király személye körüli miniszter és ugyanezen év decemberétől valóságos belső titkos tanácsos lett.
Az Erdélyi Gazdának volt munkatársa; beszédeit a kolozsvári hírlapok közölték.
1923-ig az Országos Magyar Párt elnöki tisztségét töltötte be.